# ドメニコ・トロイリ

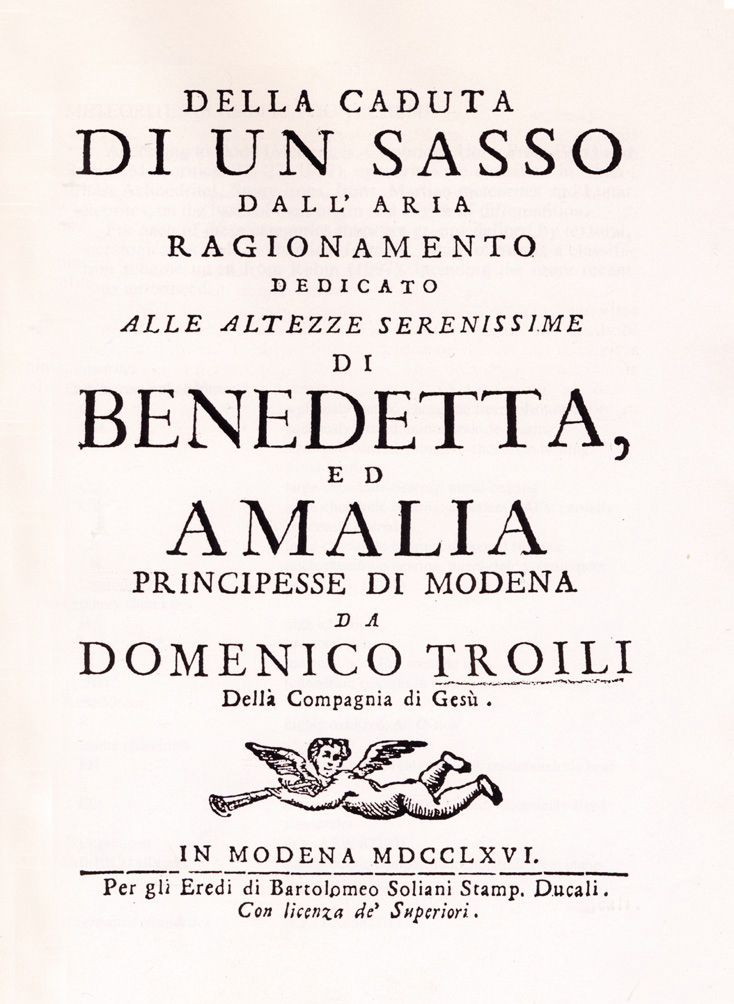
アルバレートでの隕石落下について記した「空から落下した石についての考察」表紙

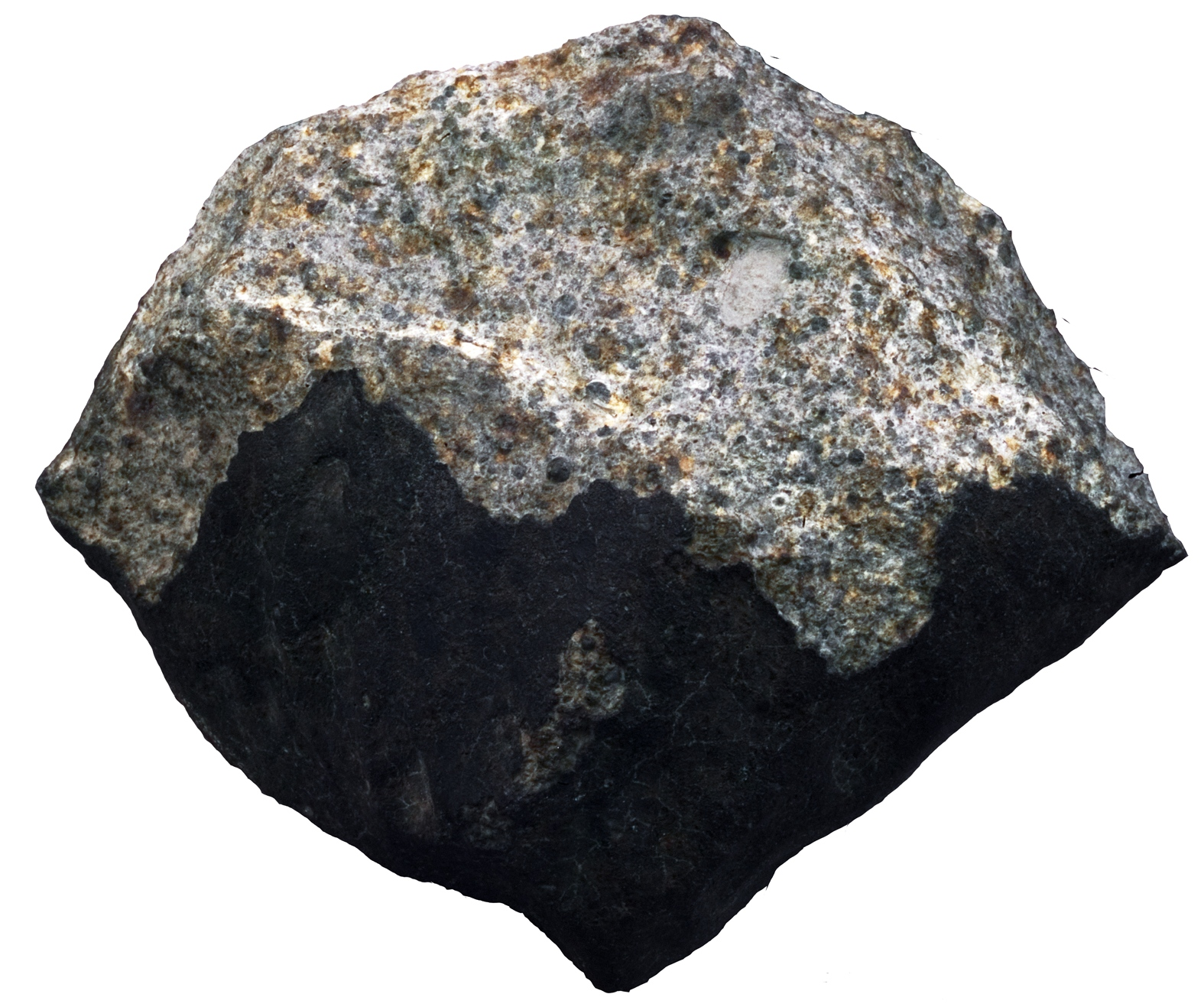
トロイリが落下の詳細を報告したアルバレート隕石

ドメニコ・トロイリ（Domenico Troili、1722年4月11日 - 1792年2月14日）は、イタリアの修道院長で、イエズス会士である。モデナのエステ家の名門の家のライブラリの管理を行った。1766年にヨーロッパで最初の隕石落下の記録を残したことで知られる。マルケ州マチェラータ県マチェラータに生まれ、同地で没した。
グレゴリアン大学でルジェル・ヨシプ・ボスコヴィッチに学び、ボスコヴィッチの原子論の研究を手伝った。1766年7月（15日とされる）にエミリア＝ロマーニャ州モデナ県のアルバレート（Albareto）の町の近くに落下した隕石雨を目撃した。他の目撃者の証言を集め、落下した隕石を観察し、同年に43ページの報告書、Ragionamento della caduta di un sasso (「空から落下した石についての考察」）を出版した。トロイリがこの著書で記述した内容によれば、午後5時頃、天候は遠くの山の頂上を除いて晴れ渡っていた。畑から帰宅中の多くの人々が突然、雷光や雷鳴を目撃した。上空で爆発音を聞き、多くの人々が空を横切り、地上に衝突する物体を目撃した。いくつかは、燃えているように明るく輝き、いくつかは暗く煙を生じていた。落下の衝撃は牛を倒すほどで、2人の婦人は転倒しないように木にしがみついた。落下した石は1mほどの深さの穴を生じ、すぐに多くの破片となった。石は非常に重く、見慣れない形で磁性を持っていた。表面は燃えたようになっていた。内部は鉄のように輝くものが含まれた砂岩のようであった 。トロイリは、この真鍮を思わせる物質を"marchesita"と呼んだ。
約2kgの石が集められた。現在「アルバレート隕石」と名付けられている隕石は現在各地の博物館や研究所に分けられており、最大の605gの破片はモデナ大学の博物館に保管されている。
隕石の主成分は長い間黄鉄鉱 FeS2と考えられていたが、1862年にドイツの鉱物学者グスタフ・ローゼが組成を分析し、硫化鉄 FeSと結論した。この鉱物を、ローゼはトロイリの名からトロイリ鉱（troilite）と命名した。トロイリの著書は隕石の落下のあったことを広く知らせたが、自分では隕石を宇宙からものでなく、火山の爆発で石が空に打ち上げられて落下したものだと考えた。
そのほかに、Giambattista Toderiniと共著の植物の化石の成因に関する著書 "Dissertazione sopra un legno"（1770年）や電気実験に関する著書 "Della elettricita: lezioni di fisica sperimentale fatte nella Universita di Modena il primo anno del suo rinnovamento"（1772年）などがある。